# 旅順虐殺事件
旅順虐殺事件（りょじゅんぎゃくさつじけん、リュイシュンぎゃくさつじけん）は、1894年（明治27年）11月日清戦争の旅順攻略戦の際、市内及び近郊で日本軍が清国軍敗残兵掃討中に発生した事件で、ピューリツァーのニューヨークワールド紙特派員ジェイムズ・クリールマンなどがセンセーショナルに報道した。

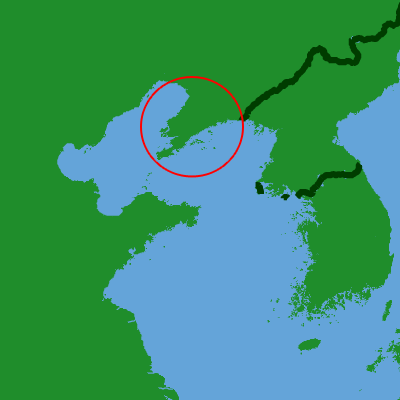
遼東半島

## 概要
1894年（明治27年）から朝鮮半島の覇権をめぐり日清戦争が勃発したが、軍備の優位など諸要因によって日本軍が戦況を有利に進めた。黄海の海戦勝利の後、10月に入るといよいよ清朝の国内に攻め入り、当初は攻略に五十以上の軍艦と十数万以上の軍人が必要だと言われていた旅順を11月に攻略しようとした。当時遼東半島の先端に位置する旅順は、対岸の威海衛とならんで 北洋海軍（李鴻章の実質私兵）の基地となっており、清朝の海上輸送ににらみをきかすためには是非とも落とさねばならない要衝であった。
旅順攻略にあたったのは、大山巌率いる第二軍であった。11月18日、土城子という旅順近郊での戦闘では、秋山好古少佐の騎兵第一大隊が清軍と遭遇し、死者11名・負傷者37名を出すなど苦戦を強いられた。しかし11月21日の攻撃では旅順の大部分を占拠するに至った。日本は当初から諸外国との不平等条約改正を悲願として国力強化に邁進していたものの、欧米には敗北してもアジアでは最強とされていた清において、東洋のジブラルタルといわれた旅順の攻略は大変な困難を極めると欧米側は予想していたが、その予想を裏切る迅速さで実行された。
なお、この第二軍には幾人か著名人も参加していた。たとえば軍医として派遣された森鷗外。そして事件直後には記者として国木田独歩が旅順の土を踏んでいる。西洋画家として著名な浅井忠も新聞画家（新聞の挿絵を描く）として参加している。後に袁世凱の顧問となる有賀長雄は国際法顧問として参加し、関与している。編成・装備・訓練が統一されておらず、動員・兵站・指揮のシステムも近代軍として体をなしていなかった清軍に対し、近代化された日本軍は基本的に終始優勢に戦局を進めて遼東半島を占領した。

### 報道の経緯
9月16日に母港威海衛から出てきていた戦艦14隻と水雷艇4隻の北洋艦隊は陸兵4,000人が分乗する輸送船5隻を護衛するため、大連湾を離れた。同日大狐山での陸兵上陸を支援した北洋艦隊は、翌17日午前から大狐山沖合で訓練をしていた。索敵中の日本海軍の連合艦隊は午前10時過ぎに互いに発見した。連合艦隊は、第一遊撃隊司令官坪井航三海軍少将率いる4隻を前に、連合艦隊司令長官伊東祐亨海軍中将率いる本隊6隻を後ろにする単縦陣をとっていた。
12時50分には樺山軍令部長を乗せた西京丸と「赤城」の二隻も、予定と異なり戦闘に巻き込んで、横陣の隊形をとる30.5センチ砲を持つ北洋艦隊の旗艦「定遠」と距離6,000m離れた日本の連合艦隊との戦端が開かれた。海戦の結果、無装甲艦の多かった連合艦隊は全艦で134発被弾したものの、船体を貫通しただけの命中弾が多かったために旗艦「松島」など4隻の大・中破と戦死90人、負傷197人にとどまった。それに対して、装甲艦を主力とする北洋艦隊は、連合艦隊の6倍以上被弾したと見られ、「超勇」「致遠」「経遠」など5隻が沈没し、6隻が大・中破、「揚威」「広甲」が擱座した。なお海戦後、北洋艦隊の残存艦艇が戦力温存のために威海衛に閉じこもったため、制海権を完全掌握するために威海衛攻略を目指す日本が旅順のある遼東半島付近の制海権をほぼ掌握した。9月21日、海戦勝利の報に接した大本営は、「冬季作戦大方針」の（1）旅順半島攻略戦を実施できると判断し、第二軍の編成に着手した。その後、まず第一師団と混成第十二旅団（第六師団の半分）を上陸させ（海上輸送量の上限）、次に旅順要塞の規模などを偵察してから第二師団の出動を判断することにした。10月8日、「第一軍と互いに気脈を通し、連合艦隊と相協力し、旅順半島を占領すること」を第二軍に命じた。21日、第二軍は、海軍と調整した結果、上陸地点を金州城の東・約100kmの花園口に決定した。第一軍が鴨緑江を渡河して清の領土に入った24日、第二軍は、第一師団の第一波を花園口に上陸させた。その後、良港を求め、西に30km離れた港で糧食・弾薬を揚陸した。11月6日に第一師団が金州城の攻略に成功した。14日には第二軍は、金州城の西南50km旅順を目指して前進し、18日に偵察部隊等が遭遇戦を行った。
この事件発生は大きく分けて以下の二段階ある。すなわち占領直後とそれ以降である。

### 第一段階（11月21日午後〜夕刻）旅順陥落直後、旅順市街戦と掃討戦
午後二時、第二軍司令部は旅順陥落と判断し、これを受けて第一師団師団長である山地元治中将が市内掃討を歩兵第二連隊連隊長の伊瀬知好成大佐に命じた。伊瀬知好成大佐は歩兵第一師団配下の歩兵第二連隊と同十五連隊第三大隊を率いて任務を遂行した。この二つの部隊は、土城子戦後の掃討の際に生首が鼻や耳をそがれて道路脇の柳や民家の軒先に吊されているといった日本軍死傷者に加えられた陵辱行為'’を、目撃していた。大山巌は「我軍は仁義を以て動き文明に由て戦ふものなり」という訓令を発していたものの、これ以後、旅順の日本軍は野蛮な敵討ち的感情にとらわれたと推測する者もいる。
旅順市内に入り掃討作戦に二つの部隊は従事したが、このとき日本軍側は軍服を捨てた清兵のゲリラの掃討作戦を行ったと日本側は主張している。この掃討戦は同じ日に行われた旅順要塞（市街の背面に位置）への攻撃と連動した作戦であり、清兵も全く戦意喪失していたわけではなく、市街でも激しい抵抗が試みられていた点は考慮を要する。
激しい戦闘のさなかの誤認だったのか、あるいは、民間人の服装の者を殺害したための言い訳だったのか、事件の第一段階で戦時国際法に明確に悖る行為がどの程度あったかについては、研究者の間でも意見が分かれている。ただし、後の海外報道にて問題とされたのは以下に述べる第二段階である。

### 第二段階（11月22日以降25日頃まで）市街と周辺の掃討
事件の第二段階は第一段階の翌日から数日間にかけて起こった。この時旅順市内および近郊は、「旅順市街は昨夜（21日夜）既に攻略し了（おわ）り」というように、すでに清兵の組織的な抵抗はなくなってきており、そのような中で発生した事件第二段階は第一段階よりも事件でいわれる状況に近づいている。この段階で掃討任務を引き継いだのは歩兵第十四連隊及び第二十四連隊（両部隊とも混成第十二旅団所属）という九州で徴兵された部隊であった。市内には清国軍兵士らがまばらに退却したため、残存する抵抗する兵士の掃討作戦によって、民間人に危険性が起きかねない状況となり、第二軍司令部は各人・各家の安全を保証する措置を講じることとなった。すなわち紙あるいは布に「此者殺すべからず、何々 隊」、「此家男子六人あるも殺すべからず」といった文面もまちまちな書き付けを中国人に与えて民衆の落ち着きを取り戻させようとしたのである。ただこうした措置は新嘗祭にあたる11月24日以降に出されたため、その対応の遅れが民間人を巻き込みかねない不作為だったとして、後に一部の外国人従軍記者に弾劾されることになる。そしてこのことは、民間人男性が居住する市街の住居には、このような書き付けがなければ清国軍残党と疑われて直ちに殺される危険があったことを示している。22日の堅固な旅順要塞を日本が総攻撃で占領した後の両軍の損害は、日本軍が戦死40人、戦傷241人、行方不明7人に対し、清軍約12,000人のうち約9,000人が新募兵である清軍の士気が低いこともあり、戦死4,500人、捕虜600人だった。第二軍の第一波が遼東半島に上陸した24日には、陽動部隊が安平河口から、21時30分に架橋援護部隊が義州の北方4km地点から、鴨緑江の渡河を始めた。翌25日6時頃には予定より2時間遅れで、脆弱なため臼砲6門と糧食の通行が後回しにされたものの本隊通過用の第一・第二軍橋が完成された。6時20分には九連城から4.5kmの地点に野砲4門が虎山砲台を設置して砲撃を開始し、歩兵の渡河が続いた。清軍の反撃で日本軍の戦死34人、負傷者115人が発生するような抵抗があったものの、虎山周辺の抵抗拠点を占領した。
翌26日早朝、第一軍は、九連城を総攻撃するため、露営地を出発した。しかし、清軍が撤退しており、無血入城となった。その後、第三師団は、鴨緑江の下流にそって進み、27日に河口の大東溝を占領し、30日には兵站司令部を開設した。11月5日には補給線確保のために黄海沿岸の大狐山を占領し、11日に兵站支部を開設している。第五師団は、糧食の確保後に内陸部に進み、要衝鳳凰城攻略戦を開始した。10月29日、騎兵二箇小隊が鳳凰城に接近すると、城内から火が上がっていた。14時50分に騎兵は城内に突入し、清軍撤退を確認した。このため、主力部隊による攻撃が中止された。

### 死者数について
旅順攻略で戦死した将兵、民間人及び戦闘終了後の捕虜、戦闘放棄した者の死者の数については諸説ある。日本軍の遼東半島撤退の際に清国側接収委員の顧元勲が万忠墓を建設、その碑には「一万八百余名」と記されているが、中国側の左･曲論文では根拠不明ながらこれを「一万八千余名」とし、1948年に碑が改修された際に被害者を２万名とされた。そのためか、後の大陸の諸研究でも2万名近くを支持している。この数字は周辺山間部で戦死あるいは行方不明となった兵士が含まれている。これは、英軍からの従軍画家･記者であるフレデリック・ヴィリアーズの報告に基づくとも考えられる。しかし、現代中国では、当時の旅順の市街地は2千世帯（約6千人～1万人）程度で、市街地の純然たる民間人死者数は4日間で約2,600～2,700人だったとしている（参照：旅順大屠殺）。
その他の証言は以下の通り。
- 有賀長雄『日清戦役国際法論』・・・・500名
- 『タイムズ』（1894.11.28）・・・・200名
- 『ニューヨーク・ワールド』（1894.12.20）・・・・2000名　ただし残虐行為による不法殺害者数に限ったもの。クリールマンは死者総数は6万名とする。
- フランス人ソバージュ大尉『日清戦史』（1897年）[9]・・・・1500名
- 日本占領後の清国人の旅順行政長官から大山巌第二軍司令官への報告・・・・1500～1600名(便衣兵を含む死体の数)

以上は事件発生当時からさほど年数が経過していない期間の証言である。200名弱から最大6万名という風にかなり人数にばらつきがあり、被害者数の認定に大きな差異が生じている。これは、旅順陥落後まもなく日本軍による残虐行為が国際的問題となったことにより、初めから不法殺害者数のみを取上げているか（有賀）、将兵･民間人問わず戦争の惨禍の結果として犠牲者を取上げているか（顧）による差が大きい。しかし、旅順戦の死者としていつからいつまでを対象とするか、いつ亡くなったか不明の者や誰に殺傷された人か不明瞭な者、さらには証拠のなしの証言での人数までも認定するかについて、それぞれ大きな懸隔があるからでもある。
大谷正は、先の２段階の分け方は主に虐殺報道を行った欧米人らの見方で、旅順戦自体には以下の5つの局面があり、それらを広くとらえる考え方もあるとする。①21日未明の旅順攻撃開始から正午頃の清国軍の金州逃亡、②21日早朝の清国軍の金州奪回作戦開始からその挫折による夕刻の旅順敗残兵の収容と撤退、③旅順陥落後、午後3時半以降の旅順市街戦と掃討戦、④22日以降25日頃まで続いた市街と周辺の掃討、⑤金州救援を命じられて北上する日本軍部隊による旅順･金州間の掃蕩。

### 日本における報道
日本国内では、日本赤十字社が1,384人の救護員を戦地に送り、清国の捕虜1,484人を含む10万1,768人の傷病者の救護に当たったことが報じられた。そのことで社員が増加して、1899 年までには病院船の博愛丸・弘済丸が竣工に至った。

### 最初の報道
旅順での事件を目撃した外国人ジャーナリストたちは、記事を打電するために日本に引き揚げていた。彼らは第二軍に従軍し取材していた記者達で、『タイムズ』の特派員トーマス・コーウェン（トマス・カウワン、Thomas Cowan）、『ニューヨーク・ワールド』のクリールマン（James Creelman）、『スタンダード』（The Standard）及び『ブラック・アンド・ホワイト』（Black & White）のフレデリック・ヴィリアース（ウィリアース、Frederic Villiers）の３人である。11月26日以降、旅順占領が報じられるようになる。タイムズはイギリス極東艦隊のフリーマントル中将（Edmund Fremantle）に同行して旅順に上陸した将校の目撃談や、旅順から戻ったコーウェン記者の記事を発表し、事件が海外に知られることとなった。しかし注目を集めるようになったのは12月12日の新聞『ニューヨーク・ワールド』のクリールマンの記事によってであった。「日本軍は11月21日に旅順入りし、冷酷にほとんど全ての住民を虐殺した。無防備で非武装の住人達が自らの家で殺され、その体は言い表すことばもないぐらいに切り刻まれていた」と扇情的な報道がされている。その後も彼は旅順占領後の報道を続けた。彼の扇情的な報道にその他の新聞・雑誌も追随し、日本政府は苦境に立たされることになる。また、英のヴィリアースは『ノース・アメリカン・レヴュー』（North American Review）1895年3月号における「旅順の真実」の記事で、「三日間の虐殺によって僅か36人の中国人だけが生き残った」と書いている。

## 反対証言

### ゲルヴィルによる証言
ニューヨーク・ヘラルド特派員のアメデ・バイヨ・ド・ゲルヴィル（Amédée Baillot de Guerville）は、1895年1月3日のレズリーズウィークリー（Leslie's Weekly）で、クリールマンの報道するような虐殺は発生していないと主張し、虐殺は捏造されたものであったと論じた。ただし、虐殺そのものはクリールマン以外にも、米軍監視団のオブライエン中尉がニューヨーク・タイムズ紙に報告、同じくタイムズ紙特派員のトーマス・コーウェンは虐殺を認める私信をタイムズ紙に寄せている（参照：Port Arthur massacre (China)）。ゲルヴィルと彼がメインの契約を結んでいたニューヨーク・ヘラルド紙は、クリールマン及びニューヨーク・ワールド紙と同じイエロー・ジャーナリズムの中でライバル関係にあったことに注意する必要がある。のちに、ゲルヴィルは日本軍の軍夫が行ったことと主張しながらも、虐殺があったことを認めている。なお、軍夫らについていえば、花園口上陸直後に軍夫が中国人に暴行を加えたことから11月初めには武装を取上げられており、軍夫らでは一方的な虐殺を行うことは困難であったと考えられる。

### ダネタン報告
また、ベルギー公使アルベール・ダネタン（Albert d'Anethan）の本国への報告調査では、事件は「ニューヨーク・ワールド紙の記者によって多分に誇張されたもの」で、フランス武官ラブリ子爵は、殺された者は軍服を脱いだ中国兵（便衣兵）であり、婦女子は殺されていないし、旅順港占領の数日前にほとんどの住民は避難しており、町には兵士と工廠の職工たちだけであったと述べている。ただ、これらの説は歴史学の査読研究としては、2021年時点で1つも取り上げられていない点は留意すべきである。

## 明治政府の対応
明治政府首脳陣の伊藤博文や陸奥宗光が頭を悩ませたのは、事件そのものの有無と実際の差よりも当時進行中であったアメリカとの不平等条約改正交渉への影響で、アメリカで躓けば他国との条約交渉にも影響を与えかねなかったことだった。事件の報道後、アメリカやロシアの駐日公使が陸奥を訪ね善後策を問い質し、アメリカの上院では調印された日米新条約の批准に反対する声が少し上がり始めた。明治政府は事前の清国の実情から勝つのは確実だとして、圧倒的に勝った時に起こる日本に批判的な国際世論対策を戦争当初から想定しており、陸奥宗光と各国公使も外国の新聞の報道を報告していた。日本についての情報対応は明治政府に雇われていた欧米人が担っていたのであるが、旅順での事件の対応についても日本はマスコミ対策を積極的に活用しようとした。欧州における対外情報収集活動を担ったのは、青木周蔵公使とお雇い外国人のシーボルトであったとされる。『タイムズ』の報道以後、日本政府は情報収集に努めつつ、報道に対し逐一反駁を行い、反論に努めた。口火をきった『タイムズ』の報道に対し、11月29日付けの『セントラル・ニュース』（Central News）は正当な戦闘以外での殺傷はなかったと報道した。これも陸奥の意を受けた内田康哉（駐英臨時代理公使）が工作した結果であったと推測している。
しかし、当初はマスコミ対策は功を奏せず、アメリカの新聞の中には不平等な条約改正延期もやむなしという論調が出てくる。これに対し、伊藤博文は政府として正式な弁明をすることを以下の通り決定した。
1. 清兵は軍服を脱ぎ捨て逃亡
2. 旅順において殺害された者は、大部分上記の軍服を脱いだ兵士であった
3. 住民は交戦前に逃亡していた。
4. 逃亡しなかった者は、清から交戦するよう命令されていた。
5. 日本軍兵士は捕虜となった後、残虐な仕打ちを受け、それを見知った者が激高した。
6. 日本側は軍紀を守っていた。
7. クリールマン以外の外国人記者達は、彼の報道内容に驚いている。
8. 旅順が陥落した際捕らえた清兵の捕虜355名は丁重に扱われ、二三日のうちに東京へ連れてこられることになっている。

この伊藤らが作成した弁明書は、第七項を省いたものが12月の17日・18日の両日にアメリカの各新聞に掲載された。陸奥が直接アメリカの新聞に弁明するというやり方は、アメリカ側から好感を以て迎えられた。一方の疑惑がかかった第二軍への処分であるが、やはり海外マスコミ対策に動いていた伊東巳代治が井上馨に書き送ったものには「戦捷の後とて何となく逡巡の色相見え候」とあるように、難攻不落と見られていた旅順を落とし意気軒昂な軍隊をこの事件で処分することは不可能と政府首脳は判断した。伊藤博文も「取糺すことは危険多くして不得策なれば此儘不問に付し専ら弁護の方便を執るの外なきが如し」との断を下している。結果、欧米諸国は自国の過去の疑惑と比較して非難を継続することに自国に逆に跳ね返ってくる恐れがあり、予測を覆して清国を圧倒するなど着実に国力を高めてきている日本批判に国益はないとして騒動は収まった。

## 事件の終息
国内メディアは事件を報道したものの虐殺があったとは認めず、欧米の批判に反撥したという。海外の論調は次第にこの旅順での事件のようなものは戦争ではつきものであって、欧米でも例がないわけではないという風に変化していったと、対応に当たった伊東巳代治は報告している。明治政府は在外公館やお雇い外国人を通じて米国通信社、ワールド紙に弁明書を送り、沈静化を図った。アメリカにおける報道は無くなっていった。最大の懸案であったアメリカとの条約改正は、1895年2月5日にアメリカ上院で批准された。これは同時に明治政府首脳にとっての旅順事件の騒動の終焉を意味するものであった。4月17日には下関条約が締結されると有賀長雄はフランスに飛び、著作‘La Guerre Sino-Japonaise au point de vue du droit international.1886,Paris’(和名『日清戦役国際法論』)を刊行し、日清戦争及びこの事件が正当なものであると論じた。

## 評価と研究

### 報道は真実であったとする見解
岡部牧夫が紹介する窪田仲蔵『征清従軍日記』では、清軍の日本兵遺体に対する凌辱行為を見て復讐しようと当人が他の兵士と語り合っているさま、両軍兵士それぞれの残虐行為を受けた死体を見たこと、旅順市中の人間とみても討ち殺したこと、人家にいる者も皆殺しをはかり大抵の家にニ、三人から五、六人の死者が出たこと、日記の末尾の書込みで言い訳がましく「後日の調べによれば」として女性もいたことを記している。
しばしば殺害の報告には民間人の衣を着ていた、商人の恰好をしていたと殊更書いているものの、便衣兵と判断した根拠がなく、いずれにせよ便衣兵以外が殺害されたのは0ではないから、虐殺だとして史実であると主張する研究者もいる。
山路第一師団長は土城子事件の報復を煽っていたと当時の新聞･戦争実記に書かれており、金子堅太郎の自叙伝には、金子が山路に虐殺は事実か尋ねたところ、自身は虐殺を行わないよう訓示していたのだけれども兵が勢いでやった、兵の心理は素人には分からないと言い訳したことが書かれている。
大江志乃夫は「（死者の）過半数約六〇〇〇以上が戦闘と関係がない無辜の住民であることは絶対に動かしようがない事実である」と主張している。
一ノ瀬俊也『旅順と南京』や原田敬一『日清戦争』（吉川弘文館、2008）は、『征清従軍日記』の「山地将軍より左の命令あり。・・・今よりは土民といえども我軍に妨害する者は不残殺すべしとの令あり」との証言を引用して虐殺であったとする。菊池秀明は日本軍は多数の市民を「虐殺」したとする。

### イエロー・ジャーナリズムと扇情主義報道
欧米でのジャーナリズム史研究では、旅順の「虐殺」を報道したクリールマンや掲載された新聞ニューヨークワールド紙が、逆に否定論を展開したゲルヴィルやその主張が掲載されたニューヨークヘラルド紙等のライバル紙と競い合い、互いにイエロー・ジャーナリズムと呼ばれた扇情主義報道を行っていたことが指摘されている。。
ニューヨークワールド紙はピューリツァーによって経営され、ハーストのニューヨーク・ジャーナル（ニューヨーク・モーニング・ジャーナル）紙との扇情主義報道で競争し、両紙はイエロー・ジャーナリズムと呼ばれていた。ニューヨーク・モーニング・ジャーナルやニューヨークワールドの戦争特派員はギリシア、東南アジア、キューバ、南アフリカに派遣され、センセーショナルな報道を互いに競い合った。またハーストは特に日本に対する戦争ヒステリー（War Histeria）を盛り上げるのに精力を傾け、ファシズムや人種的憎悪を育成させ、殺人や婦女誘拐や酔っぱらいの喧嘩や全ての不道徳な行為に対する病的な好奇心を激励させていると非難された
ニューヨークワールド紙でのクリールマンの毒々しい旅順での報道は、グアムとフィリピンをスペインから戦勝で獲得することになる4年後の1898年の米西戦争でのスペインへの国民の敵意と国際世論を煽る扇情主義報道の先駆であり、旅順の「虐殺」報道でクリールマンは扇情主義報道のやり方を身につけることとなったと述べている。一方で、この段階ではクリールマンは見たままを報道しただけであり、それがこのような大きな成果をもたらしたため、以後クリールマンはこのやり方を踏襲するようになったとの見方もある。大谷正によれば、米国の新聞学科学生が教科書のように使う模範的新聞記事100選とも言うべき書籍にはワールド紙巻頭を飾った虐殺第一報を伝えるクリールマンの電報が採用されたという。
クリールマンの、毎日のように中国人の男、女、子供の人肉は切り刻まれ、ほとんどの住民は虐殺され尽くされた、とのセンセーショナルな報道は、ゲルヴィルからは自分が見たかぎりでは信じられないとの反論を受けている。ゲルヴィルはニューヨーク・タイムズで「私は現地にいたが、女性や子供の遺体は一切見なかった。したがってクリールマンたちのいうような虐殺があったことを信じることはできない」と述べたという。一方で、ゲルヴィルは当時やはり同じイエロー・ジャーナリズムでニューヨークワールド紙と張り合っていたニューヨーク・ヘラルドの特派員であったことに注意する必要がある。のちにゲルヴィル自身も約120人ほどで大虐殺ではないと主張しながらも実際には虐殺があったことを認めている。なお、クリールマンの報道を耳にしたベルギー公使は現地にいたフランスの武官に尋ねたところ、「女子供の死傷者はいない。住民はほとんど避難しており、軍服を脱いだ兵士らがいた」と否定したとされる。ベルギー公使のその後の「虐殺」の否定で日本への批判に反論していることから、扇動報道だったとの主張がある。

## 簡易年表
| 1894年 | 7月25日            | 日本軍と清朝軍が戦端を開く。 |
|        | 8月1日             | 日本、清に対し宣戦布告。 |
|        | 11月18日           | 旅順近郊の土城子で秋山好古らと清朝軍が戦闘。 |
|        | 11月21日           | 旅順制圧。歩兵第二連隊及び第十五連隊第三大隊が市街掃討。事件の第一段階。 |
|        | 11月22日以降数日間 | 歩兵第十四連隊及び第二十四連隊が市街を再度掃討。事件の第二段階。 |
|        | 11月24日           | 大将大山巌からの電文にて旅順陥落の報が日本にもたらされる。市街の中国人に対し安全保障を通達。 |
|        | 11月25日           | 日本の新聞各社が旅順陥落を報道し、各地で戦勝祝いが催される。国木田独歩、旅順に上陸。 |
|        | 11月26日           | 『タイムズ』、旅順で「殺傷事件が起きた」との一行記事を掲載。 |
|        | 11月28日           | 『タイムズ』、日本兵が清国人民を二百名ほど殺傷したとの記事を載せる。 |
|        | 11月29日           | イギリスの『セントラル・ニューズ』が『タイムズ』の記事を否定する記事（戦闘以外での殺害は無かった）を報道。 |
|        | 11月30日           | 外務大臣陸奥宗光、コーウェンと会見。事件の状況を知らされる。これをうけて陸奥は、各国の欧州公使に滞在国の世論調査を命ずる。 |
|        | 12月1日            | 各国公使より報告電報届き始める。駐英臨時代理公使内田康哉は、『タイムズ』（11月28日付け）の報道に対し、『セントラル・ニューズ』が否定の報道したことを報告。電文最後にマスコミ対策用の経費を以下のように要求。‘Cannot you grant money I have requested. I have no money from the beginning for press purpose.’                                   |
|        | 12月3日            | 11月30日の陸奥・コーウェン会談が『タイムズ』にて報じられる。 |
|        | 12月7日            | 横浜で発行されていた英字の新聞『ジャパン・メール』がクリールマンから取材して報道。翌日には『神戸クロニクル』（神戸の英字新聞）も事件を取り上げる。事件報道の日本上陸。 |
|        | 12月12日           | 『ワールド』にクリールマンの記事が掲載される。「日本軍が大量虐殺」、「ワールドの戦争特派員、旅順での虐殺を報告す」、「三日間にわたる殺人、無防備で非武装の住人達が自らの家で殺され、その体は言い表すことばもないぐらいに切り刻まれていた。恐ろしい残虐行為に戦（おのの）き外国特派員、全員一団となって日本軍を離脱す」という文句が紙面に踊る。 |
|        | 12月13日           | 『ワールド』、社説において日本軍の残虐行為が事実だとし、このような国との不平等改正のための新条約を締結することに反対を唱える。また『サンフランシスコ・クロニクル』も不平等条約改正延期やむなしとの論調で報道。 |
|        | 12月15日           | 内閣総理大臣伊藤博文より事件処理の方針が打ち出されたが、積極的な報道介入は日本にとって得策ではないとの判断から、弁明に終始することとした。また大山巌率いる第二軍もさしたる懲罰を与えないとした。 |
|        | 12月17日           | 『ワールド』に陸奥宗光の弁明が掲載される。この他『ワシントン・ポスト』や『サンフランシスコ・クロニクル』も掲載。一方『ニューヨーク・タイムズ』が「旅順での虐殺は虚報」との記事を掲載する。 |
|        | 12月20日           | 『ワールド』一面と二面に挿絵つきで、クリールマンによる事件詳細を「旅順での大虐殺」との見出しで報道。この記事は『デイリー・ワールド』（ヴァンクーバーの新聞）にも節録転載された。一方で日本政府は同時期に対応に動き、『ジャパン・メール』が日本政府の反論した記事を掲載。                                                                       |
|        | 12月25日           | 日本政府が報道への公式の弁明。上記の八ヶ条。 |
| 1895年 | 1月2日             | クリールマンの記事（『ワールド』12月20日付）に反論する記事を、『ヘラルド』の特派員ガーヴィルが寄稿。 |
|        | 1月5日             | 『タイムズ』のコーウェンは「旅順陥落」という長文の記事を掲載。 |
|        | 1月7日             | 『スタンダード』のヴィリアース、旅順の陥落と「虐殺」について報道。 |
|        | 1月8日             | 『タイムズ』、再び旅順が陥落した後の残虐行為の有無の報道。おなじイギリスの新聞『グローブ』は『ワールド』（1月7日付）の記事を転載。この中において『タイムズ』特派員コーウェンが再び旅順が陥落した後の残虐行為があっとたして報道。 |
|        | 1月17日            | 外務省事務次官林董、五日目の殺傷の報道についてのみ「無かった」と弁明すれば、それまでの四日間の殺傷の有無へのについて逆に批判報道が有利することになるため、自然に立ち消えとなるのを待った方がよいとする暗号電報を陸奥に打つ。以後これが対海外マスコミの基本方針となる。                                                                         |
|        | 2月5日             | 事件による影響が心配されていた日米新条約が米国上院にて批准される。 |
|        | 3月                | 「『ノース・アメリカン・レビュー』3月号にヴィリアースの「旅順の真実」が掲載される。 |
|        | 4月17日            | 下関講和条約締結。 |

## 関連文献
- 日本赤十字社『日本赤十字の父 佐野常民』。
- 大谷正「旅順虐殺事件と国際世論をめぐって」（『歴史評論 』532号、1994年8月）
- 井上 晴樹『旅順虐殺事件』（筑摩書房、1995年12月）
- 長谷川伸『日本捕虜志（上）』（時事通信社、1962年4月）
- 三輪公忠「「文明の日本」と「野蛮の中国」---日清戦争時「平壌攻略」と「旅順虐殺」のジェイムス・クリールマン報道を巡る日本の評判」（『軍事史学』45巻1号・通巻177号、2009年6月）
- Hardin, Thomas L. “American Press and Public Opinion in the First Sino-Japanese War,” Journalism Quarterly, 50 (1) (1973):53-59.
- Milton, Joyce. (1989). The Yellow Kids: Foreign Correspondents in the Heyday of Yellow Journalism. Harper. ISBN 0-06-092015-7.